# Tiszakécske
Tiszakécske es una ciudad del condado de Bács-Kiskun, Hungría. Además, es el centro administrativo del distrito de Tiszakécske. También es famosa por sus balnearios y parques recreativos.

## Personas notables
- Zoltán Varga (nacido en 1977), futbolista
- József Bujáki (nacido en 1975), futbolista
- Zoltán Bánföldi (nacido en 1971), futbolista
- János Zováth (nacido en 1977), futbolista
- Ernő Kovács (nacido en 1959), técnico mecánico, político, alcalde de Tiszakécske 1998-2014
- Ferenc Seres (nacido en 1945), luchador

## Deportes
La ciudad tiene su propio club de fútbol, el Tiszakécske FC.

## Ciudades hermanadas
Tiszakécske está hermanada con:
- Lübbecke, Alemania
- Lunca de Sus, Rumanía